# Kula ognista
Kula ognista (także fajerbol, fojerbal, fajerbala, karkas) – używana od XVI w., rozgrzana w ogniu pełna kula armatnia, ładowana odprzodowo do dział gładkolufowych dla wzniecenia pożaru na nieprzyjacielskich okrętach, w budynkach lub fortyfikacjach. 
Na morzu rozgrzanych pocisków do ostrzału celów używano od stuleci i zaprzestano dopiero wtedy, gdy drewniane kadłuby okrętów zastąpiono stalowymi. Była to niezwykle groźna broń wobec okrętów wojennych budowanych z drewna, na których zaprószenie ognia zawsze wiązało się z groźbą wzniecenia katastrofalnego pożaru. Rozpalonych kul armatnich używały głównie baterie i forty obrony wybrzeża, bowiem procedura rozgrzewania wymagała specjalnych pieców, a np. na okrętach Royal Navy sprzeciwiało się to przepisom z uwagi na zagrożenie stwarzane przez piece. Nie przestrzegali tego Amerykanie, gdyż taki piec na pokładzie miała fregata USS Constitution dla strzelania rozżarzonymi kulami ze swych karonad.

## W historii

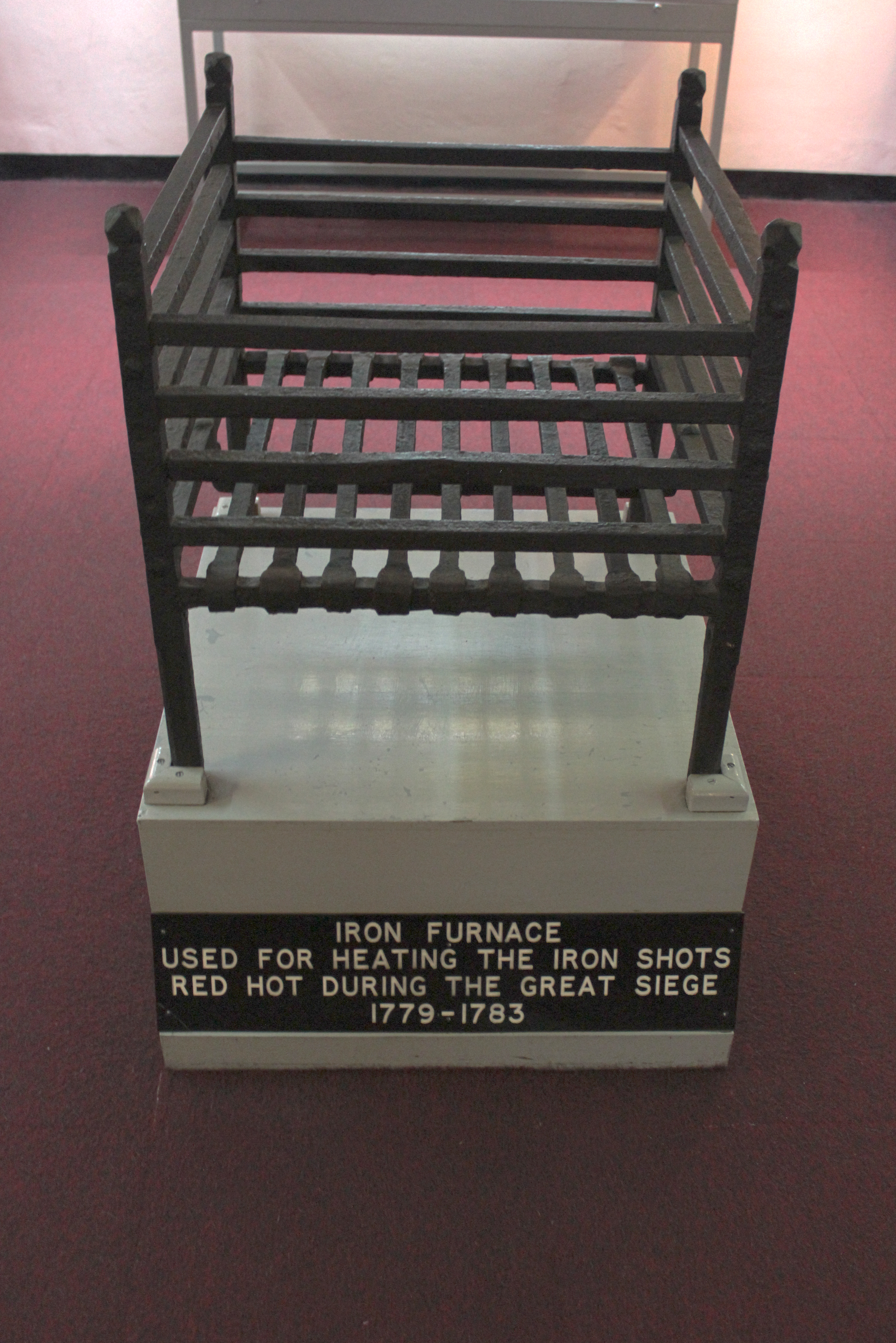
XVIII-wieczny kosz rusztowy używany do kul ognistych (twierdza w Gibraltarze)

Sposoby podkładania w ten sposób ognia na nieprzyjacielskich okrętach sięgają starożytności, kiedy powszechnie używano strzał zapalających i innych metod, jak np. tzw. ognia greckiego. W roku 54 p.n.e. rozgrzanych do czerwoności kul ceramicznych użyło plemię Brytów atakując obóz rzymski, zaś w średniowieczu przy pomocy katapult miotano pociski zapalające dla wywołania pożarów w obleganych zamkach i miastach.
W czasach nowożytnych pierwsze przypadki użycia rozpalonych kul armatnich w Europie zanotowano u Niemców (1523) i Polaków (1579), kiedy wojska króla Stefana Batorego zastosowały je przeciw Rosjanom pod Połockiem (pomysłodawcą był oficer saperów włoskiego pochodzenia Dominik Ridolfino). Ponadto Polacy mieli już w 1577 wykorzystać kule ogniste w Gdańsku, zaś Hiszpanie wysadzić w 1598 przy ich pomocy prochownię podczas oblężenia Rheinbergu; w 1602 użyli ich oblegając Ostendę. Potem w 1628 użyte zostały przez wojska szwedzkie pod twierdzą Wisłoujście, a pierwszy znaczny sukces z ich wykorzystaniem odniesiono w trakcie oblężenia przez Prusaków szwedzkiego Stralsundu w 1678. 
Od tego czasu wykorzystanie kul ognistych nabierało coraz większego znaczenia, zwłaszcza w zastosowaniu przeciwko drewnianym okrętom tamtej epoki. Już podczas tzw. bitwy czterodniowej w Cieśninie Kaletańskiej w czerwcu 1666 Anglicy zastosowali pociski zapalające (brandkugel) przeciw okrętom holenderskim, czym całkowicie zaskoczyli przeciwnika. W latach wojny o niepodległość Stanów Zjednoczonych amerykańscy i francuscy artylerzyści używając kul ognistych zniszczyli 44-działową brytyjską fregatę HMS Charon podczas oblężenia Yorktown w 1781. W 1782, w trakcie wielkiego oblężenia Gibraltaru, siły hiszpańsko-francuskie stworzyły potężne baterie pływające z zamiarem zbombardowania pozycji brytyjskich od strony zatoki. Baterie te były niezwykle solidnie skonstruowane i uważane za nie do zniszczenia. Jednakże brytyjska artyleria z Gibraltaru użyła kul ognistych i zniszczyła 9 z 10 baterii, które wyleciały w powietrze wraz z 1500 ludzi obsługi.
W 1792 cesarskie wojska austriackie oblegające Lille użyły kul ognistych przeciwko miastu, co ówczesna opinia francuska uznała za zbrodnię wojenną. Jeden z ostatnich przypadków użycia rozgrzanych kul odnotowano w 1862, podczas bitwy w zatoce Hampton Roads, kiedy pancerny CSS Virginia ostrzelał fregatę USS Congress wywołując na niej pożar.

## W praktycznym użyciu

### Piece rozgrzewające
Pierwotna metoda rozgrzewania kul armatnich polegała na wrzucaniu ich do płonącego ogniska, później układano je na ruszcie nad paleniskiem. Czasochłonne metody zmodyfikowali Francuzi, którzy w 1794 skonstruowali specjalny piec dla swych baterii w ujściu Rodanu.

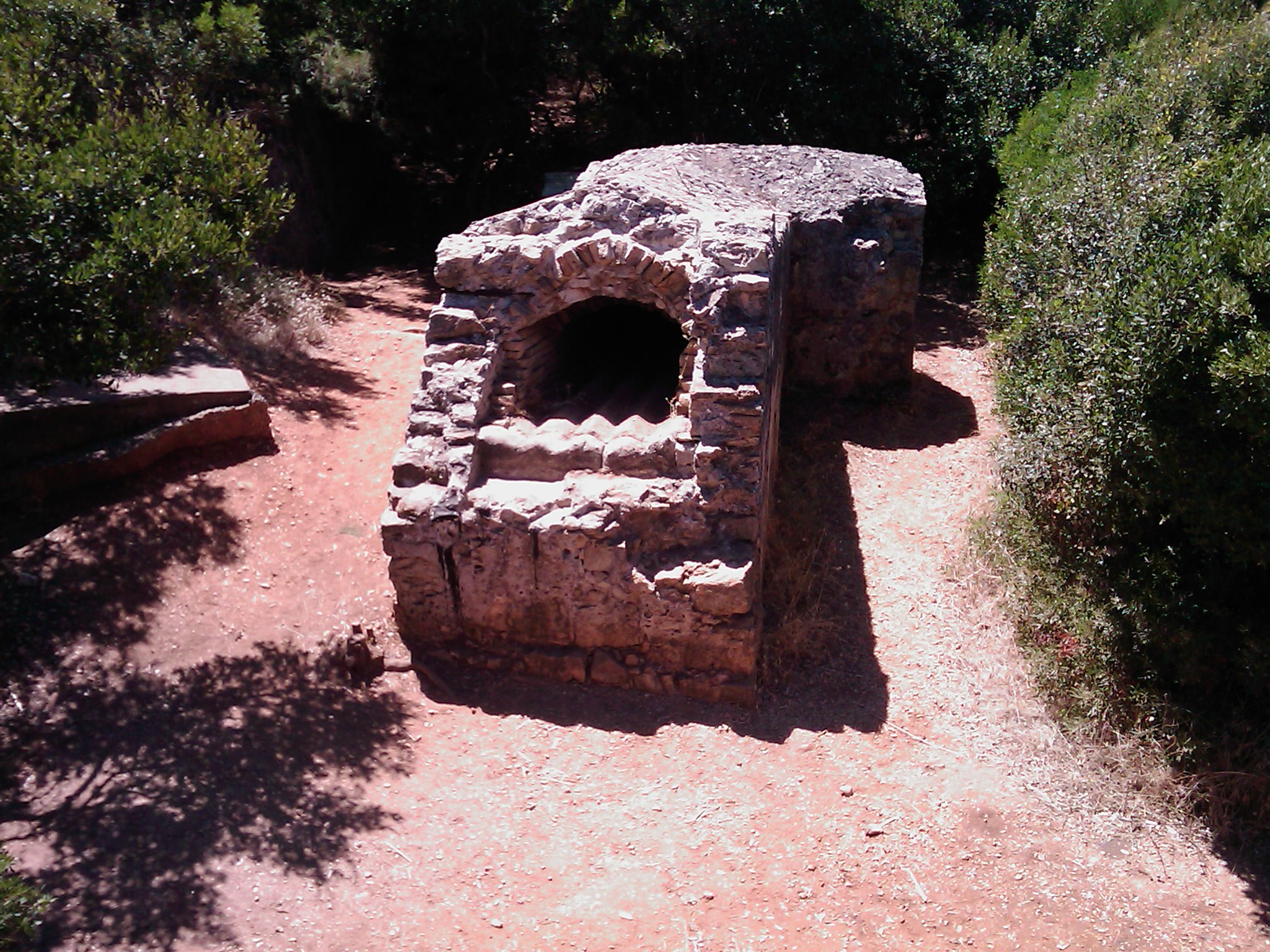
Ceglany piec z widocznymi rynnami rusztowymi (południowa Francja)

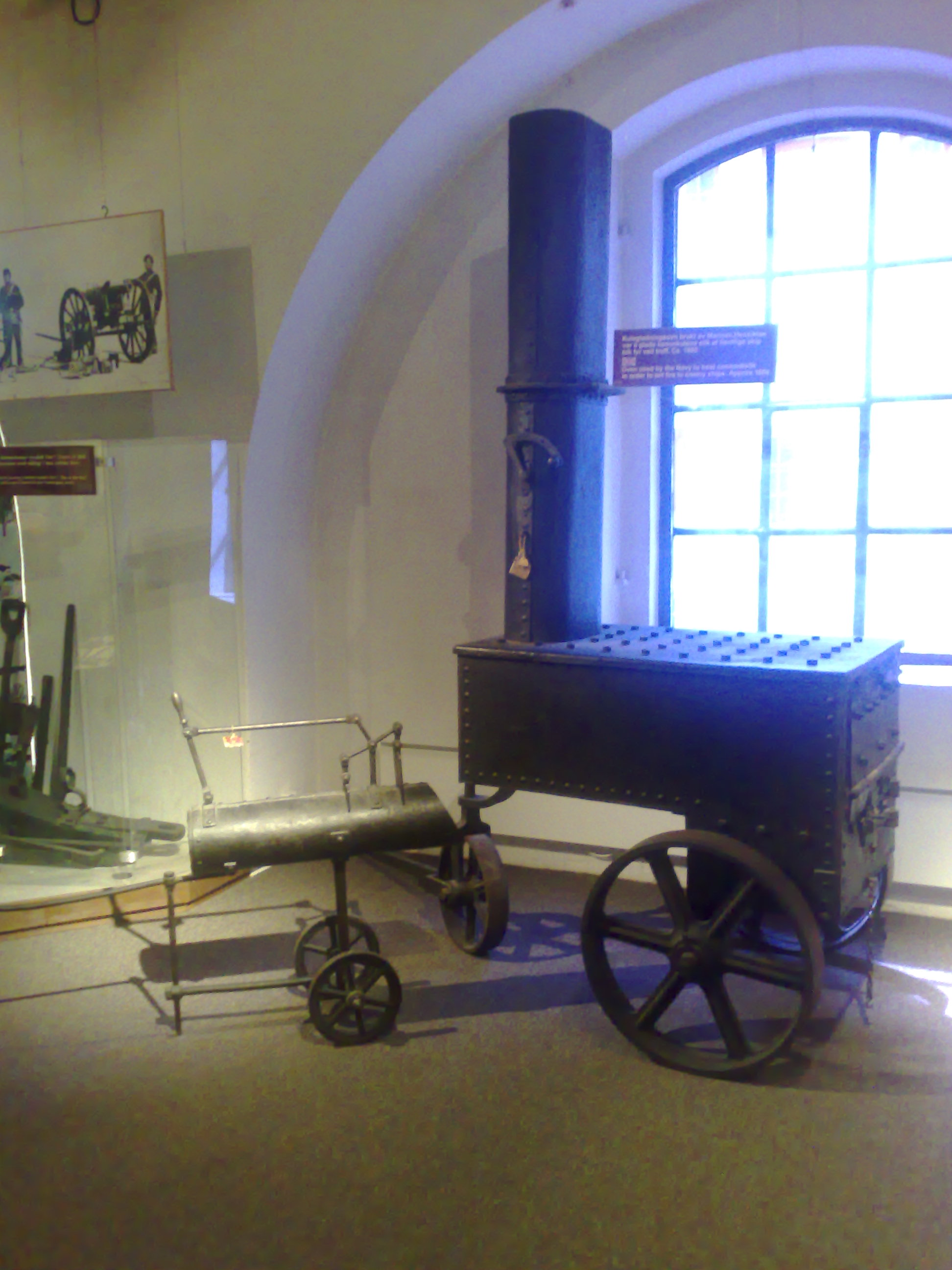
Ruchomy piec do rozgrzewania kul armatnich, używany przez flotę norweską ok. 1860 r.

Służący do tego celu na lądzie piec był zazwyczaj wolnostojącą konstrukcją z cegły, z odpowiednio skonstruowanym rusztem różnych rozmiarów – zależnie od wielkości i ilości kul używanych. Jego szerokość nie przekraczała 2 metrów, a długość wahała się od 2,5 do nawet 9 metrów. Umieszczano w nim kule armatnie staczające się po ruszcie do miejsca, gdzie pierwsza z nich rozgrzewała się do czerwoności. Gdy została wyjęta, jej miejsce zajmowała następna. Duże piece mogły rozgrzewać kolejno 60, a nawet więcej kul.
Obsługę pieca stanowiło zwykle trzech ludzi. Jeden zajmował się podtrzymywaniem ognia i dokładaniem zimnych kul, drugi wyjmował rozgrzane pociski z pieca, a trzeci je oczyszczał. Do wykonania tych czynności potrzebne były specjalne narzędzia: stalowe widły do wyciągania rozgrzanej kuli z pieca, metalowa kratownica, na której czyszczono wyjętą z pieca kulę przy pomocy skrobaczki; para szczypiec z półokrągłymi szczękami, przy pomocy których obracano i przenoszono kulę. Do przeniesienia kuli do działa potrzebna była specjalna szufla z jednym lub trzema uchwytami. Kula o wadze poniżej 10 kg mogła być przenoszona przez jednego człowieka z szuflą z pojedynczym uchwytem; większe wymagały zazwyczaj udziału dwóch lub trzech ludzi, którzy w tym celu używali w tym celu noszy. Cały proces musiał odbywać się w szybkim tempie, ażeby kula nie utraciła wymaganej temperatury.

### Ładowanie
Przy odprzodowym ładowaniu rozgrzanego pocisku należało zachować szczególną ostrożność, aby rozpalona do czerwoności kula nie spowodowała przedwczesnego zapłonu ładunku prochowego. Dlatego najpierw wsuwano do lufy worek lub puszkę z prochem, po niej przybitkę (wilgotną watolinę lub glinę), dla odseparowania rozpalonej kuli od prochu. Jeśli strzelano pod kątem mniejszym niż 0 stopni (tj. w dół) – dokładano jeszcze jedną przybitkę, żeby pocisk nie wypadł przed wystrzeleniem z lufy.
Podczas bitew morskich kule ogniste wystrzeliwano zazwyczaj przy użyciu zmniejszonego ładunku prochowego, ażeby pocisk raczej utkwił w burcie statku, niż ją przełamał – dla pewniejszego wywołania pożaru.

## Inne znaczenia

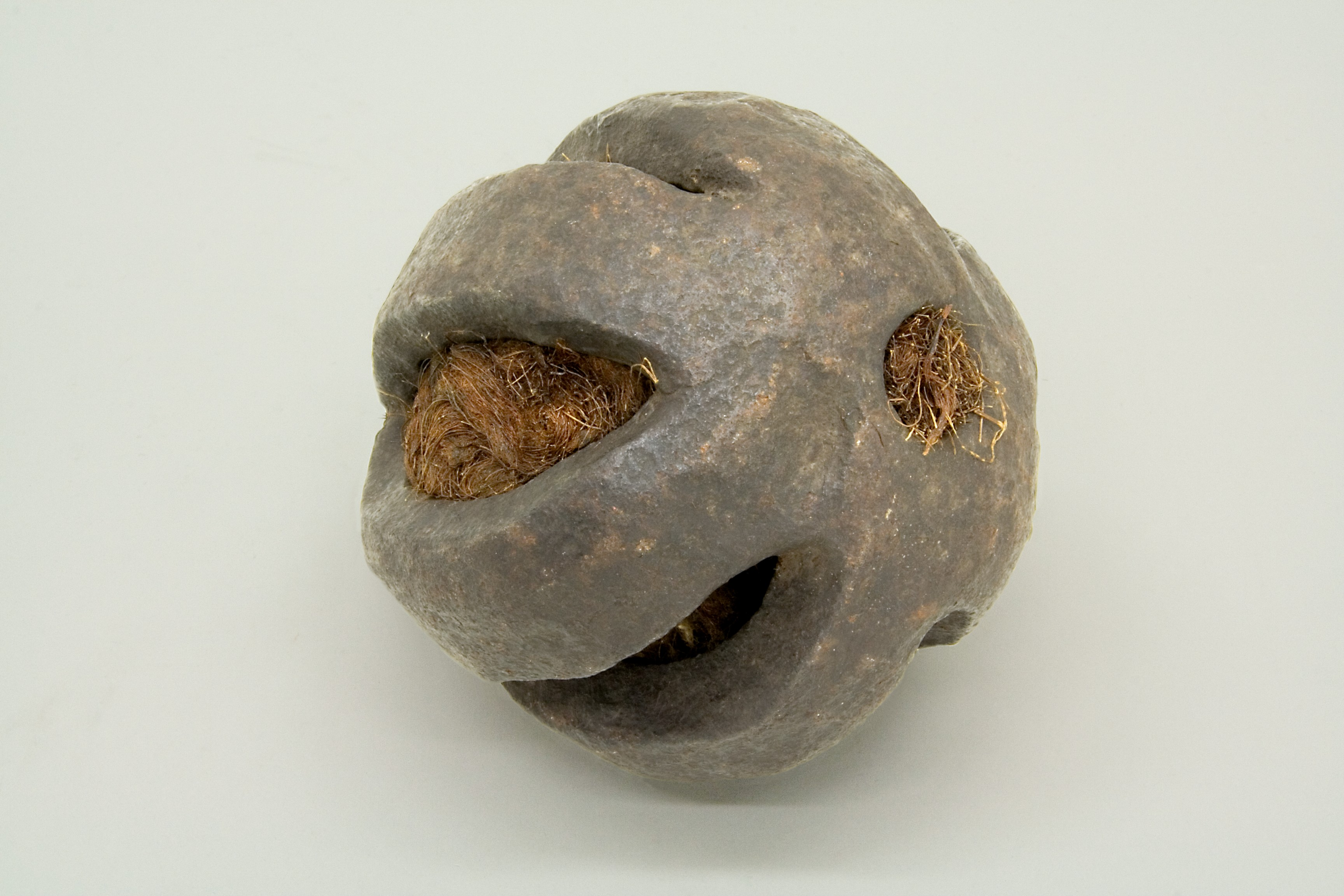
Skorupowa kula wypełniona materiałem łatwopalnym

Nazwą tą określano dawniej także pocisk zapalający (brandkugel) różnego rodzaju. Przede wszystkim skorupową kulę żelazną (nazywaną karkasem), której wnętrze wypełniano łatwopalnym materiałem, a zapłon następował od zapalnika stosowanego w pospolitym granacie. Jej wariantem była kula o wypełnionym zapalającą mieszaniną żeliwnym szkielecie, powleczonym płótnem, które nasycano smołą. Udoskonaloną, lżejszą odmianę stanowiła tzw. piłka ognista (puk, fajerbala) – pocisk o zewnętrznej powłoce z grubego płótna, wzmocnionego oplotem ze sznura i pokrytego smołą, bądź też w podobnym opakowaniu kartonowym.
Mimo konstrukcji zbliżonej do granatu, wszystkie te rodzaje kul przeznaczone były wyłącznie do podpalania rozmaitych celów podczas oblegania i obrony obiektów ufortyfikowanych w XVI i XVII wieku. Wyposażone w zapalnik lontowy, wystrzeliwano je najczęściej z moździerzy.  